# Gissaro-Alaj

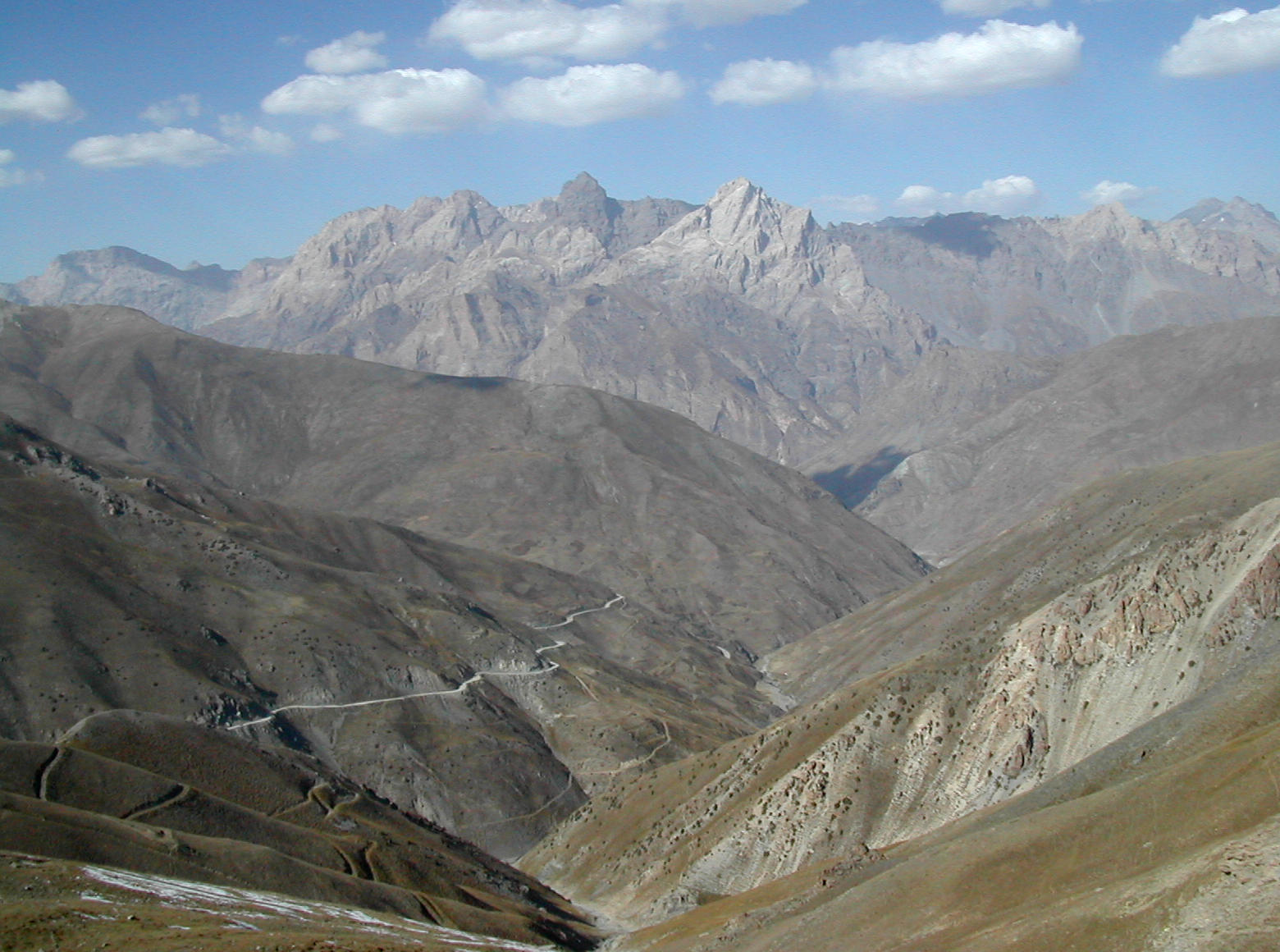
Zeravsjanbergen nära Anzob-passet

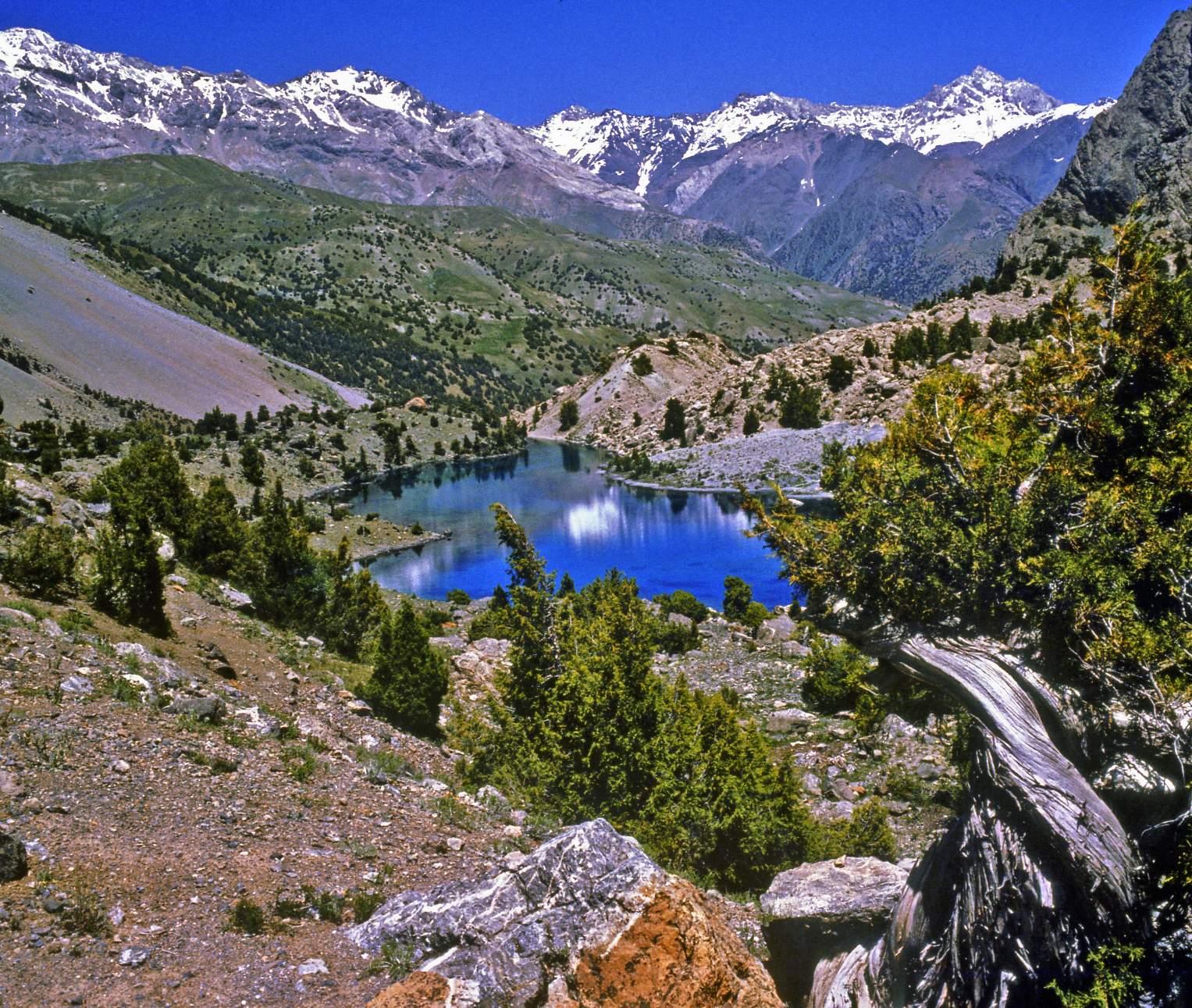
Fanbergen

Gissaro-Alaj (ryska: Гиссаро-Алай) eller Hissaro-Alaj är ett  bergsområde i Tadzjikistan, Kirgizistan och Uzbekistan och en del av Pamiro-Alaj (som det ofta förväxlas med). Det är ungefär 900 km långt, upp till 150 km brett i den västra delen, 80 km i den östra. Det ligger norr och nordväst om Pamir och utgör vad man kan betrakta som en sydvästlig utlöpare från Tian Shan (Ferganabergen och Kaksjaal Too). Gissaro-Alaj breder ut sig mellan floderna Syr-Darja i Ferganadalen i norr och  Kyzyl-Suu/Suchob/Vachsj, som bildar gräns mot Pamir, i söder (genom Alajdalen och Tadzjiksänkan). Zeravsjanfloden, norra Tadzjikistans näst största flod (efter Syr-Darja), rinner västerut mellan Turkestanbergen och Zeravsjanbergen. Karsjistäppen vidtar väster om Gissarbergen och Zeravsjanbergen. Gissaro-Alajs högsta topp ligger i Alaj och når upp till 5880 m ö.h. Karstbildningar är talrika och i området finns ett flertal grottor: Kan-i-Gut (Кан-и-Гут), Kievskaja (Киевская), Boj-Bulok (Бой-Булок), Kap-Kutan (Кап-Кутан) m.fl.
Gissaro-Alaj delas in i följande bergskedjor som löper i öst-västlig riktning:

Den östra delen består av:
- Alajbergen (kirgiz:Алай тоо кыркасы; ryska: Алайский хребет)

Den västra delen består av tre kedjor, från norr till söder är de:
- Turkestanbergen (ryska: Туркестанский хребет)
- Zeravsjanbergen (ryska: Зеравшанский хребет) med Fanbergen (ryska: Фанские горы)
- Gissarbergen (eller Hissarbergen[3], ryska: Гиссарский хребет)

Från Zeravsjan- och Gissarbergen  går det sporrar i sydlig/sydvästlig riktning, mest notabel är Kugitangtau (turkmenska:Köýtendag, ryska: Кугитангтау "Kugitangtau"), vilken utgör Turkmenistans östgräns mot Uzbekistan just norr om Afghanistan.
Klimatet är kontinentalt. På bergens regnsidor kan det falla upp till 2000 mm nederbörd på ett år, på läsidorna 500–600 mm. Snögränsen går på 3400–4500 meters höjd. Det finns över 3800 glaciärer som täcker en yta av 2320 km2, den längsta av dem, Zeravsjanglaciären, är drygt 20 km, men har minskat med 2,5 – 3 km från 1927–2009, vilket tillskrivs klimatförändringar. I området finns fyndigheter av wolfram, molybden, arsenik, guld, kvicksilver, antimon, ädelstenar och kol. I Gissarbergens sydliga utlöpare har flera vattenkraftsdammar byggts, och fler prospekteras (även längre upp i bergen). Speciellt i Fanbergen förekommer turism (trekking, bergsbestigning).

## Referenser

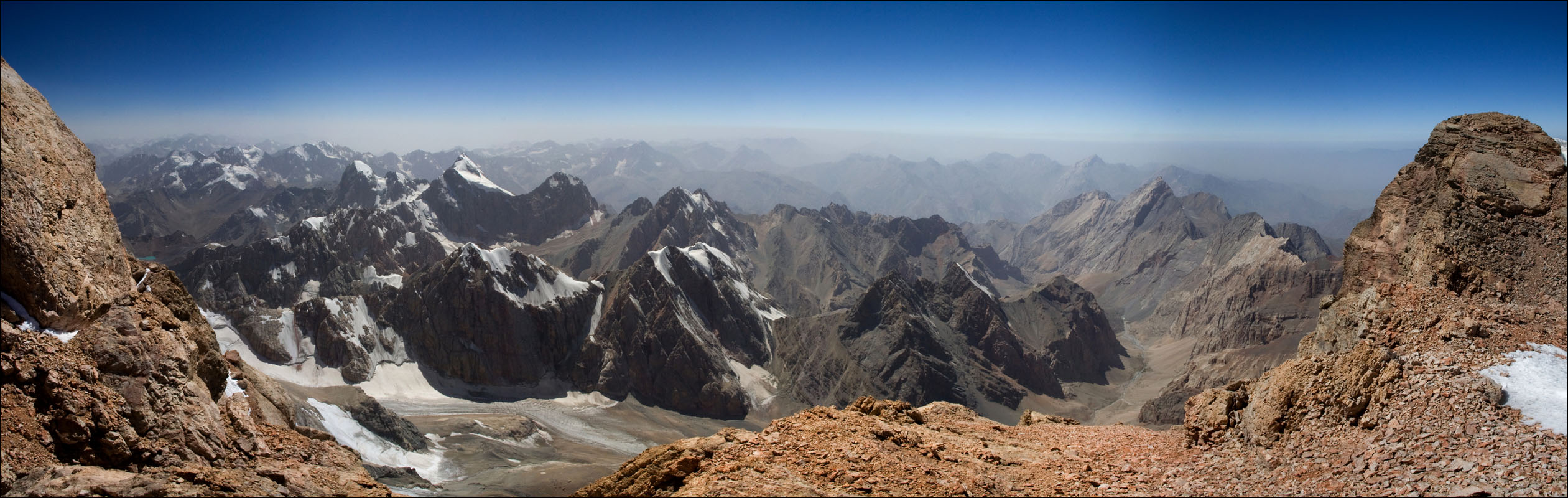
Panorama från Pik Sjimtarga i Zeravsjanbergen, 5489 m ö.h.